# 皮德盧日扎 (季斯梅尼齊亞區)
48°56′29″N 24°46′16″E / 48.94139°N 24.77111°E
皮德盧日扎（烏克蘭語：Підлужжя），是烏克蘭西部的村莊，隸屬伊萬諾-弗蘭科夫斯克州的伊萬諾-弗蘭科夫斯克區。該村始建於1378年，面積13.63平方公里，2025年人口1,748。